# Спиро, Александр Антонович
Алекса́ндр Анто́нович Спиро (15 августа 1871 года, Москва — 19 января 1917 года) — русский композитор, автор популярных романсов.

## Биография
Александр Антонович Спиро родился 15 августа 1871 года в Москве, в семье Антона Спиро (1808—1888) и Фанни Айнбродт (1815—1851).
Его брат Пётр Спиро (1844—1893) был русским физиологом и учеником И. М. Сеченова.
Он — автор многих популярных романсов; наиболее известен среди них был «Ночи безумные, ночи бессонные».
На эти слова Апухтина музыку писали двое: П. И. Чайковский и Спиро; победителем стал Спиро.
Александр Антонович умер 19 января 1917 года. В некрологе писалось:
Романсов, всегда изящных, всегда мелодичных, покойный Спиро создавал великое множество, но вряд ли заработал на них 100 рублей во всю свою жизнь.